# منتخب الأردن تحت 17 سنة لكرة القدم
منتخب الأردن تحت 17 سنة لكرة القدم هو منتخب كرة القدم الوطني للأردن ويديره الاتحاد الأردني لكرة القدم، ويشارك كمنتخب تحت 16 سنة وكذلك تحت 15 سنة.

## المشاركة في البطولات

### بطولة آسيا للناشئين تحت 16 عاما
| سجل بطولة آسيا للناشئين تحت 16 عاما | سجل بطولة آسيا للناشئين تحت 16 عاما | سجل بطولة آسيا للناشئين تحت 16 عاما | سجل بطولة آسيا للناشئين تحت 16 عاما | سجل بطولة آسيا للناشئين تحت 16 عاما | سجل بطولة آسيا للناشئين تحت 16 عاما | سجل بطولة آسيا للناشئين تحت 16 عاما | سجل بطولة آسيا للناشئين تحت 16 عاما | سجل بطولة آسيا للناشئين تحت 16 عاما |
| المضيف/السنة                        | النتيجة                             | المركز                              | لعب                                 | فاز                                 | تعادل*                              | خسر                                 | له                                  | عليه                                |
| ----------------------------------- | ----------------------------------- | ----------------------------------- | ----------------------------------- | ----------------------------------- | ----------------------------------- | ----------------------------------- | ----------------------------------- | ----------------------------------- |
| 1985                                | لم يشارك                            | -                                   | -                                   | -                                   | -                                   | -                                   | -                                   | -                                   |
| 1986- 1988                          | لم يتأهل                            | -                                   | -                                   | -                                   | -                                   | -                                   | -                                   | -                                   |
| 1990                                | تأهل                                | مرحلة المجموعات                     | 3                                   | 0                                   | 0                                   | 3                                   | 1                                   | 9                                   |
| 1992- 2008                          | لم يتأهل                            | -                                   | -                                   | -                                   | -                                   | -                                   | -                                   | -                                   |
| 2010                                | تأهل                                | ربع النهائي                         | 4                                   | 1                                   | 2                                   | 1                                   | 2                                   | 5                                   |
| 2012                                | انسحب                               | -                                   | -                                   | -                                   | -                                   | -                                   | -                                   | -                                   |
| 2014- 2016                          | لم يتأهل                            | -                                   | -                                   | -                                   | -                                   | -                                   | -                                   | -                                   |
| 2018                                | تأهل                                | TBD                                 | -                                   | -                                   | -                                   | -                                   | -                                   | -                                   |

## مصدر
1. ↑  منتخب: الأردن نسخة محفوظة 08 نوفمبر 2017 على موقع واي باك مشين.

## وصلات خارجية
- صفحة المنتخب الأردني تحت 17 سنة في موقع كووورة
- صفحة المنتخب الأردني في صفحة فوتبول24